# 濕度計
濕度計，一种用于测量濕度的仪器（传感器）。

## 分类

### 干湿球式
溼球是水銀玻璃管式乾濕表，玻璃球被濕布包裹，而乾球溫度計的玻璃球沒有被濕布包裹。由于在干燥环境下湿球水分易蒸发，此时两温度计示数差会变大，故通过两个温度计示数差得出干湿度。

### 毛发式
利用動物的毛髮，在潮濕時較長，乾燥時較短而設計。

### 氯化锂、氧化铝式
氯化锂和氧化铝薄膜可从周围大气中吸收水蒸汽，从而改变其电容电阻，达到测量湿度的目的。相较于前两种应用场景更为广泛。

## 相關原理
- 大氣
- 濕度
- 濕球
- 溫度
- 蒸發
- 吸收
- 熱量
- 讀數
- 下跌